# Бірзуловські горби
Бірзуловські горби — комплексна пам'ятка природи місцевого значення. Об'єкт розташований на території Маловисківського району Кіровоградської області, поблизу с. Заповідне.
Площа — 1,7 га, статус отриманий у 1971 році.